# Château du Mousseau (Poil)
Pour les articles homonymes, voir Château du Mousseau et Mousseau.
Le château du Mousseau est un édifice situé à Poil, en France.

## Localisation
Le château est situé sur le territoire de la commune de Poil, située dans le département de la Nièvre en région Bourgogne-Franche-Comté. Il est le plus proche du bourg, à 750 m au nord-ouest de l'église.

## Description
Le château du Mousseau est une ancienne maison forte édifiée en forme d'équerre au XVe siècle. Il ne conserve que deux tours de la façade nord , celles du sud ont été rasées. Les fossés sont presque intègres et plein d'eau.

## Historique
Le fief du Mousseau est attesté en 1374 sous la seigneurie de Girard du Monceau. Il n'en subsiste plus que deux tours de sa façade nord, découronnées, déjà recensées par Baudiau au XVIIIe siècle, les tours sud ayant été rasées. Baudiau décrit également des « fossés presque intègres et pleins d'eau ».
Un manoir moderne, séparé des tours, est bâti « probablement » au cours du XVIIIe siècle selon le centre de castellologie de Bourgogne, « probablement au début » d'après Roland Niaux, mais il n'en est pas fait mention par la carte de Cassini ; « au moins sa façade est » est construite durant le siècle selon François de Galembert.

## Galerie

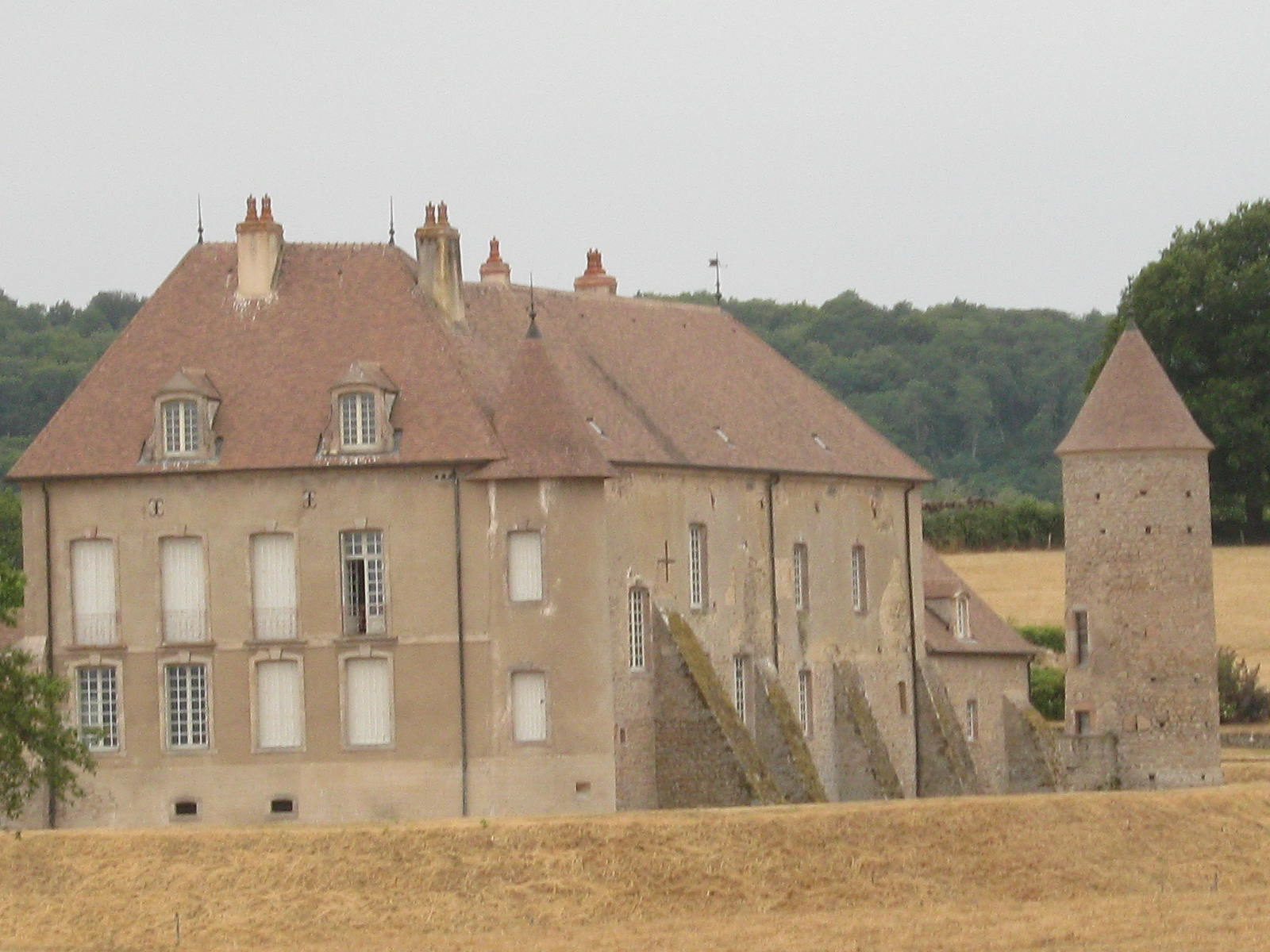
Le corps de logis.
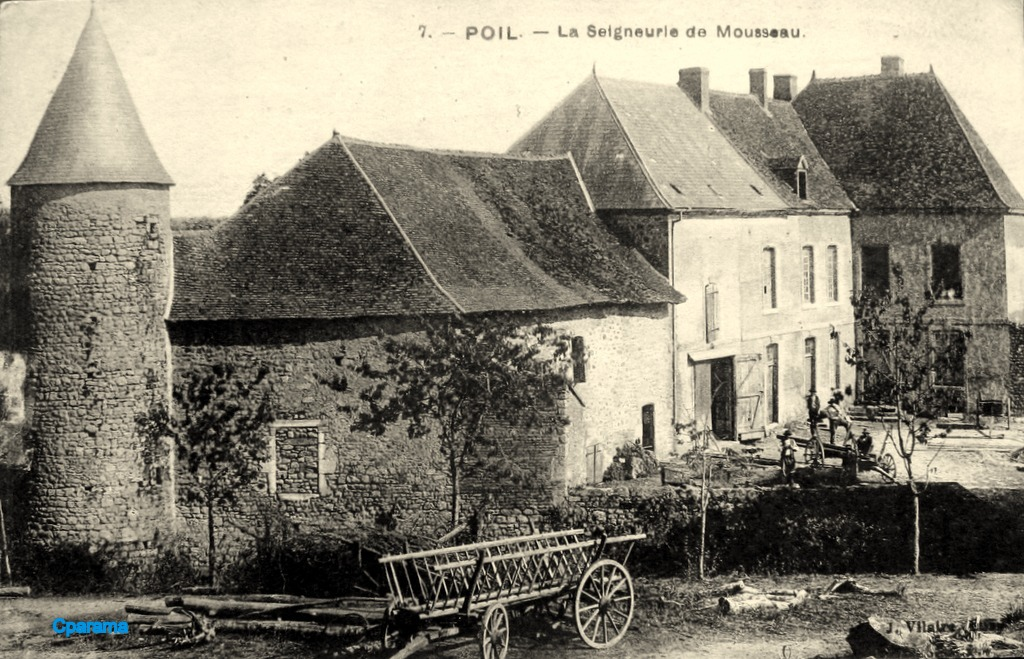
L'intérieur, avec vue sur une tour du XVe siècle.
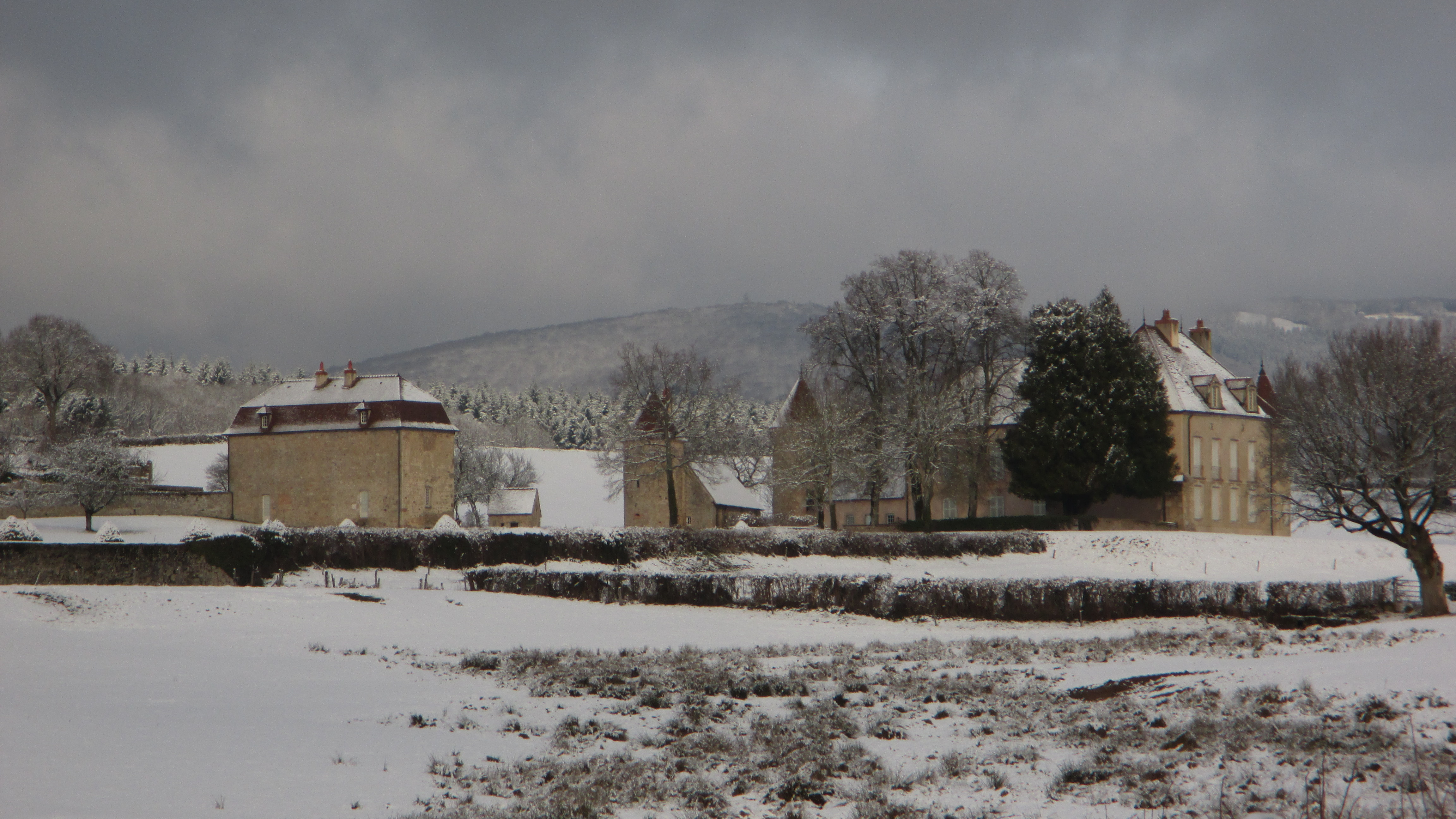
Le château.